# Gruppo di NGC 4038
Il Gruppo di NGC 4038 è un gruppo di galassie situato nelle costellazioni del Corvo e del Cratere. Il gruppo potrebbe contenere da 13 a 28 galassie, tra cui le principali sono le Galassie Antenne (o NGC 4038/NGC 4039), una coppia di galassie interagenti.

## Componenti del gruppo
La seguente tabella indica gli oggetti più importanti e le galassie confermate come appartenenti al Gruppo di NGC 4038, secondo i cataloghi Nearby Galaxies Catalog, Foque et al., Lyons Groups of Galaxies (LGG), e le tre liste di gruppi derivate dal Nearby Optical Galaxy di Guiricin.
| Nome                                 | Tipo         | R.A.          | DEC          | Redshift (km/s) | Magn. App. | Nomi alternativi                               |
| ------------------------------------ | ------------ | ------------- | ------------ | --------------- | ---------- | ---------------------------------------------- |
| Galassie Antenne (NGC 4038/NGC 4039) |              | 12h 01m 53.3s | -18° 52′ 30″ | 1705 ± 5        | 13,0       | PGC 37967/37969, Arp 244, Caldwell 60/61       |
| NGC 3956                             | SA(s)c       | 11h 54m 00.7s | -20° 34′ 02″ | 1645 ± 5        | 13,1       | UGCA 251, PGC 37325, ESO 572-13                |
| NGC 3957                             | SA0          | 11h 54m 01.5s | -19° 34′ 08″ | 1637 ± 19       | 13,1       | PGC 37326, IC 2965, ESO 572-14                 |
| NGC 3981                             | SAB(s)bc pec | 11h 56m 07.5s | -19° 53′ 46″ | 1723 ± 4        | 12,1       | PGC 37496, UGCA 255, Arp 289, VV 8, ESO 572-20 |
| NGC 4024                             | SB0          | 11h 58m 31.2s | -18° 20′ 49″ | 1694 ± 15       | 13,2       | PGC 37690, ESO 572-31                          |
| NGC 4027                             | SB(s)dm      | 11h 59m 30.2s | -19° 15′ 55″ | 1671 ± 6        | 11,7       | PGC 37773, UGCA 260, Arp 22, VV 66, ESO 572-37 |
| NGC 4033                             | E6           | 12h 00m 34.7s | -17° 50′ 33″ | 1617 ± 20       | 13,2       | PGC 37863, ESO 572-42                          |
| NGC 4050                             | SB(r)ab      | 12h 02m 54.0s | -16° 22′ 25″ | 1761 ± 8        | 13,1       | PGC 38049                                      |
| PGC 37476                            | SB(rs)c      | 11h 55m 50.6s | -18° 11′ 47″ | 1596 ± 8        | 14,0       | ESO 572-18                                     |
| PGC 38087                            | SB(s)cd      | 12h 03m 24.4s | -19° 31′ 21″ | 1664 ± 7        | 15.0       | ESO 572-49                                     |
| UGCA 254                             | SAB(s)cd     | 11h 54m 49.5s | -16° 51′ 50″ | 1813 ± 6        | 14,5       | PGC 37373                                      |
| UGCA 257                             | SB(s)m       | 11h 58m 25.4s | -22° 26′ 24″ | 1795 ± 5        | 13,6       | PGC 37681, ESO 572-30                          |

Le galassie PGC 37513, PGC 37565 e UGCA 270 sono talvolta inserite nell'elenco dei membri del gruppo. In tal modo l'esatto numero e composizione delle galassie appare incerto.

## Galleria d'immagini

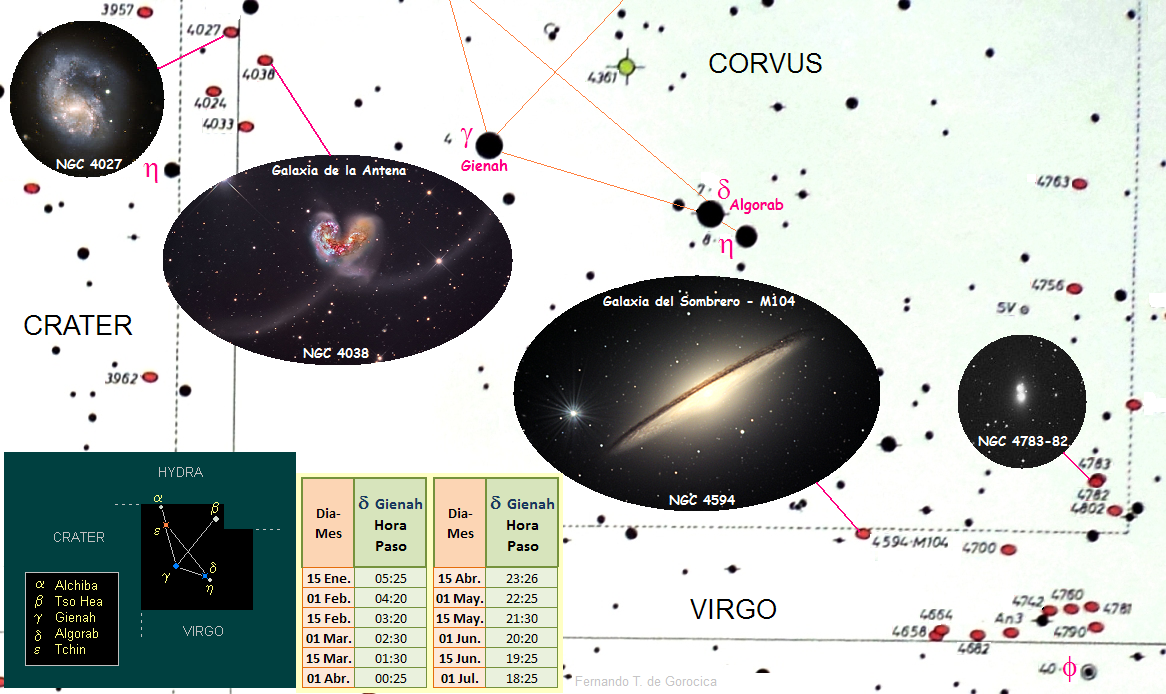
In alto a sinistra l'area occupata dal Gruppo di NGC 4038
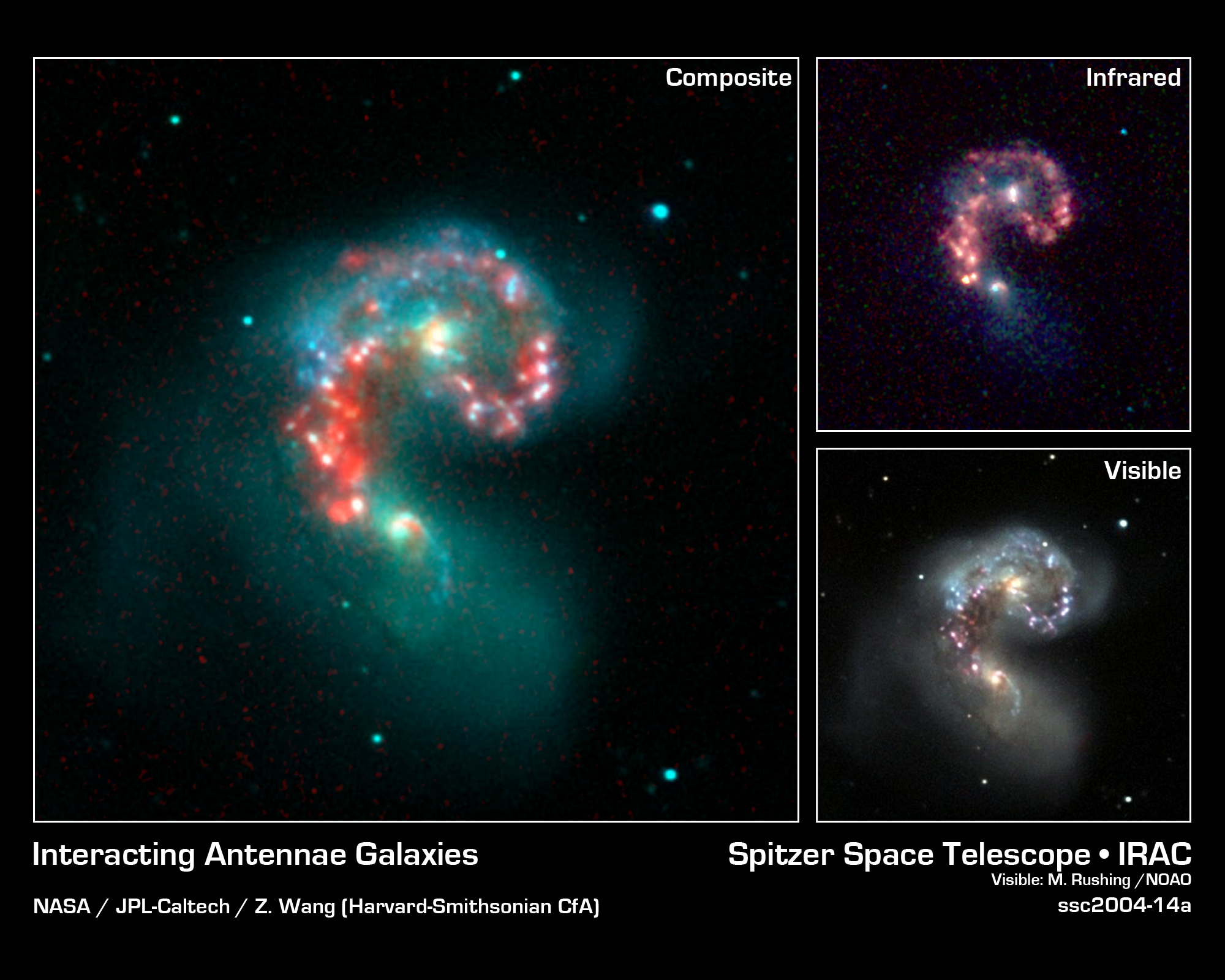
Galassia Antenne
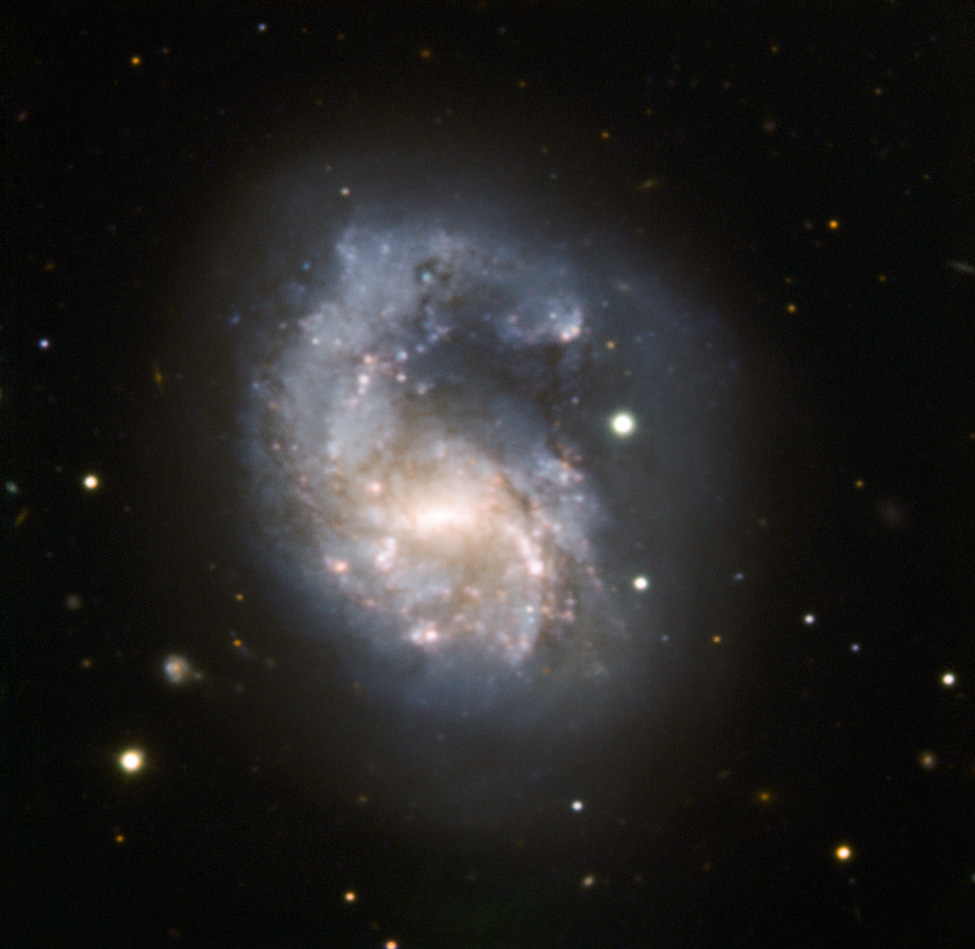
NGC 4027
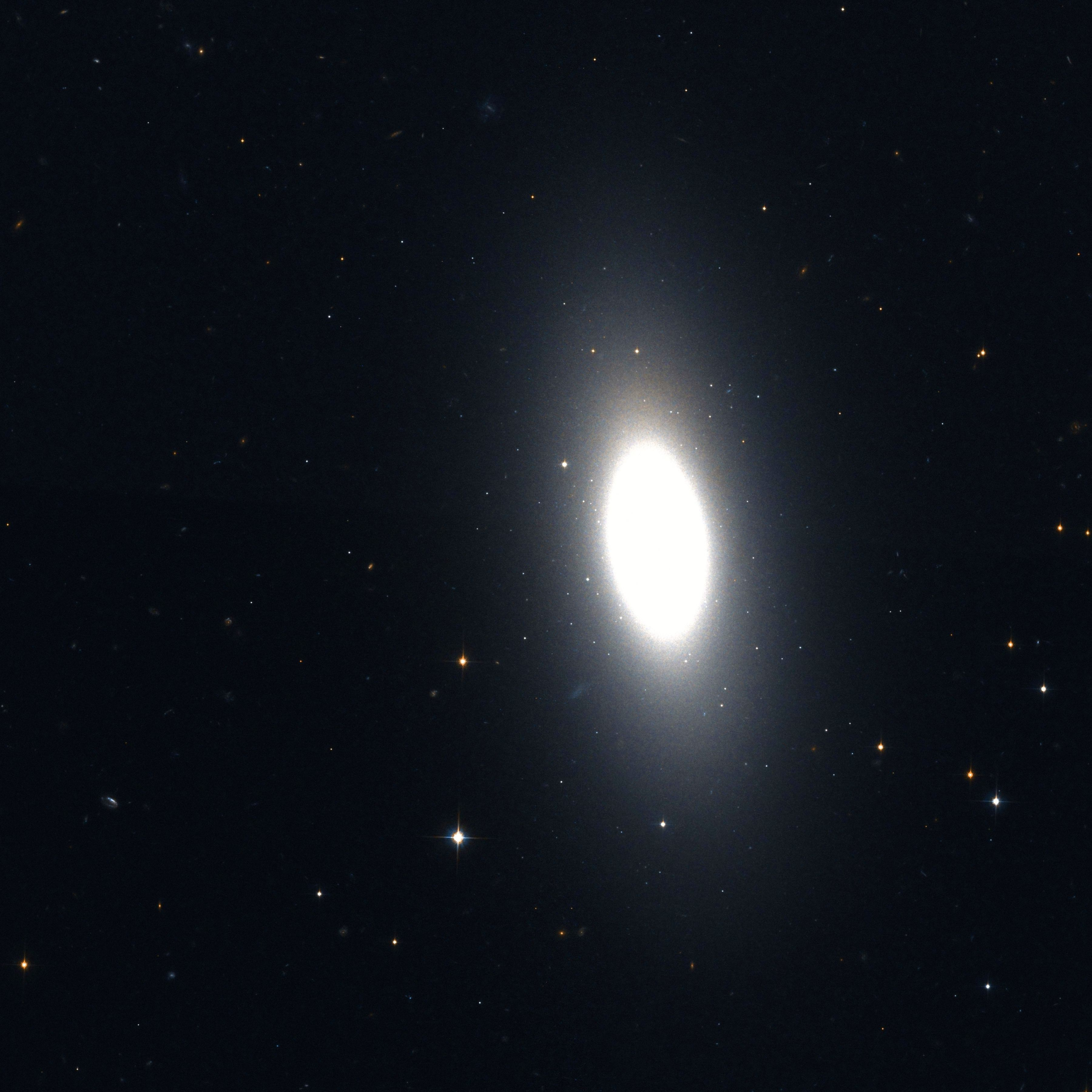
NGC 4033